# Róża abisyńska
Róża abisyńska (Rosa abyssinica) – gatunek rośliny z rodziny różowatych. Występuje we wschodniej Afryce – od Somalii na południu, poprzez Etiopię i Erytreę, po Sudan, a poza tym na Półwyspie Arabskim – w Jemenie i Arabii Saudyjskiej. Rośnie na obszarach wyżynnych i górskich na rzędnych od 1700 do 3300 m n.p.m. tworząc własne zarośla lub rosnąc w różnych zbiorowiskach: lasach zimozielonych, w zaroślach, w zbiorowiskach trawiastych i nadrzecznych.
Owoce szupinkowe są jadalne w stanie świeżym i chętnie zjadane przez dzieci, wykorzystywane są także jako pożywienie głodowe. Spożywać należy je w ograniczonej ilości, ponieważ w nadmiarze powodować mogą dolegliwości układu pokarmowego. Owoce zjadane są także przez kozy i małpy. Wykorzystywane są też leczniczo w celu pozbycia się pasożytów. Róża ta wykorzystywana jest także jako kadzidło, roślina ozdobna, sadzona jest w formie żywopłotów i dostarcza drewna opałowego.

## Morfologia

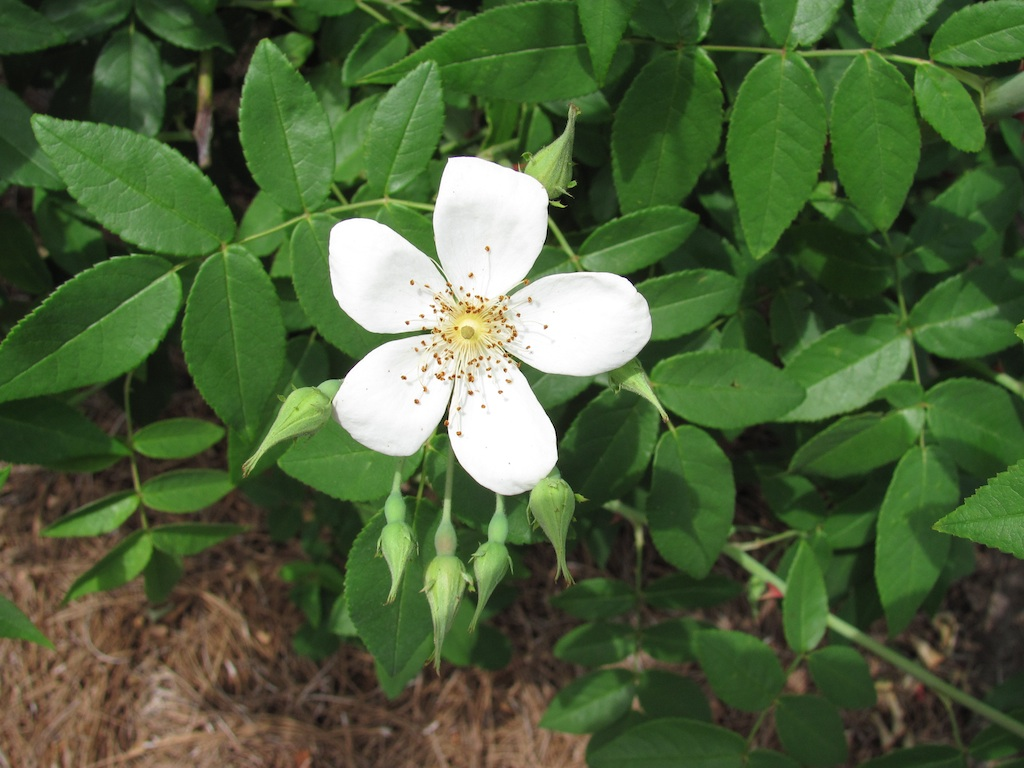
Kwiat

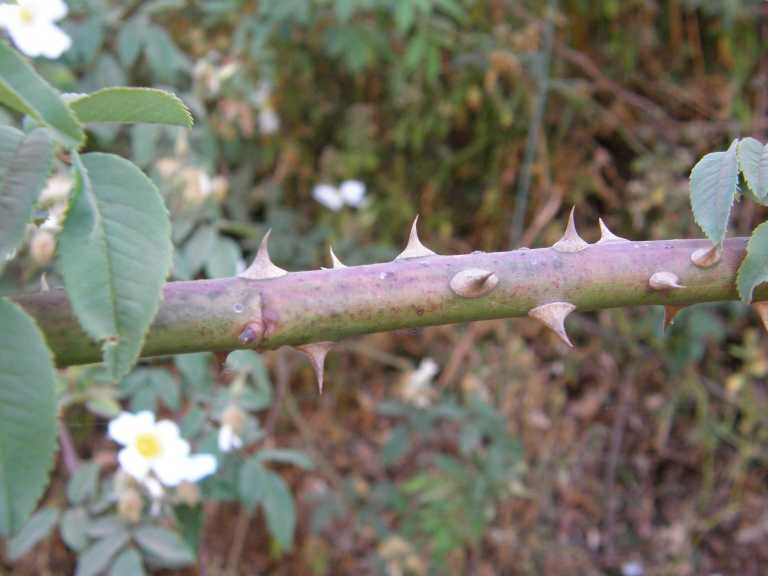
Kolce

PokrójKrzew o kolczastych pędach płożących lub wspinających się, osiągających od 0,5 do 7 m długości. Starsze egzemplarze przybierają formę drzewiastą. Kolce wszystkie jednakowe, nieliczne, o szerokiej nasadzie i lekko zagiętym końcu.
LiścieZłożone, siedmiolistkowe, skórzaste, z listkami wąsko jajowatymi, o długości od 1 do 6 cm, ostro zakończone i ząbkowane na brzegu.
KwiatyZebrane po kilka do 20 w gęste kwiatostany. Działki kielicha długie, wąskojajowate, o długich, wyciągniętych końcach, owłosione, odgięte i szybko odpadające. Płatki korony, zwykle w liczbie 5, białe do jasnożółtych, o długości ok. 2 cm, zaokrąglone na szczycie lub nieco kwadratowe. Pręciki liczne. Szyjki słupków złączone w kolumienkę.
OwoceTwarde niełupki rozwijające się w mięśniejącym hypancjum tworzącym tzw. owoc pozorny (szupinkowy). Hypancja w miarę dojrzewania zmieniają barwę z zielonej na pomarańczowoczerwoną, osiągają do 2 cm długości i mają kształt kulisty do szerokojajowatego. Na powierzchni są nagie lub mniej lub bardziej owłosione, z rzadkimi gruczołkami.